# Franck Riboud
 (juillet 2020).
Pour les articles homonymes, voir Riboud.
Franck Riboud,  né le 7 novembre 1955 à Lyon, est un chef d'entreprise français. Il est PDG de Danone jusqu'en 2014.

## Carrière

### Origine et formation
Franck Riboud est le fils d'Antoine Riboud, PDG de BSN (ancien nom du groupe, devenu Danone en 1994), le frère de Christine Mital, le neveu du photographe Marc Riboud, et de Jean Riboud, président de Schlumberger. 
Il a effectué ses années de collège à l'annexe Perrache du Lycée Ampère (maintenant collège Jean Monnet) puis ses années de lycée à Sainte-Marie Lyon (communément appelé les Maristes) à Lyon. En 1980, il est diplômé en Génie Mécanique de l'École polytechnique fédérale de Lausanne (EPFL), Suisse.

### Danone
Franck Riboud est entré en 1980 dans le groupe où il a exercé successivement, jusqu'en 1989, des responsabilités de contrôle de gestion, de marketing, et des ventes. Après avoir été directeur des ventes chez Heudebert, il a été nommé, en septembre 1989, directeur du département chargé de l'intégration et du développement des sociétés nouvelles de la branche Biscuits. En juillet 1990, il est nommé directeur général de la société des eaux minérales Évian. En 1992, Franck Riboud a pris la fonction de directeur du département développement du groupe. Franck a succédé à son père en 1996, alors que la famille ne détenait qu'environ 1 % du capital.
Franck Riboud a recentré le groupe sur quatre grands métiers : l'eau, les produits laitiers frais, la nutrition infantile et la nutrition médicale.[réf. nécessaire]

## Autres fonctions et mandats sociaux
- Président directeur général et président du comité exécutif de Danone.
- Administrateur de l'ANIA (Association Nationale des Industries Agroalimentaires), Danone SA (Espagne), Bagley Latinoamérica SA, ONA, Lacoste SA, Accor, Renault, Rolex.
- Membre représentant Danone au conseil national du développement durable.
- Président du Comité pour la Transalpine, lobby en faveur de la liaison ferroviaire mixte (voyageurs/fret) Lyon-Turin.
- Il appartient aussi à de nombreux conseils d'administration de grandes écoles (HEC, EPFL).

## Divers
Il a soutenu la candidature de la ville d'Annecy aux jeux olympiques de 2018[réf. nécessaire].

## Revenus
En 2017, Frank Riboud perçoit 2 000 000 € dans le cadre de ses fonctions pour Danone. 